# Mayeur
 (mai 2025).
Pour les articles homonymes, voir Mayeur (homonymie).
Un mayeur ou maïeur (en néerlandais meyer) était, en Belgique, dans l'Ancien Régime un agent seigneurial nommé à côté des échevins par le seigneur, pour l'assister dans l'exercice de la justice. Ils étaient d'habitude choisis parmi les cultivateurs et résidents notables de la seigneurie. Il était chargé également de récolter la taille. Cette fonction s'exerçait parallèlement avec les autres activités professionnelles du titulaire. Aujourd'hui, le mot y est utilisé comme synonyme familier pour bourgmestre.
Dans la France d’Ancien Régime, un « mayeur » était l'équivalent d'un maire en Normandie, en Picardie ainsi qu'en Lorraine.
Dans quelques villes du Nord, on nommait « maïeurs de bannière » les chefs élus des métiers ou corporations.
En Angleterre, le mayor (mayeur) est l'équivalent d'un maire français.